# Our Songs (álbum)
Our Songs es el octavo álbum de estudio de la artista estadounidense Anastacia. El álbum se lanzará el 22 de septiembre de 2023 a través del sello alemán Stars by Edel. Our Songs es el primer lanzamiento de un álbum de Anastacia desde Evolution (2017). El álbum presenta en su mayoría interpretaciones traducidas de canciones de rock alemanas.

## Antecedentes
A fines de octubre de 2022, durante su gira "I'm Outta Lockdown Tour", Anastacia reveló al canal del Reino Unido que estaba trabajando en un proyecto para un lanzamiento de 2023 y dijo: "Es un proyecto que nunca había hecho antes y me gusta hacer primicias." En abril de 2023, los medios de comunicación anunciaron que Our Songs contará con interpretaciones de canciones alemanas, que se han traducido al inglés.
El sitio web de Anastacia describe el álbum como: "Desde 100% pop hasta himnos de radio de rock del tamaño de un estadio, su álbum reúne clásicos de diferentes géneros y décadas, presentando estos aspectos destacados de la historia de la música alemana a una audiencia internacional por primera vez". El álbum incluye versiones de "Born to Live Forever" de Unheilig, "Forever Young" de Alphaville y "Still Loving You" de Scorpions.

## Lista de canciones
| Our Songs |                    |                         |          |  |
| N.º       | Título             | Artista original (año)  | Duración |  |
| 1.        | «Best Days»        | Die Toten Hosen (2012)  | 4:32     |  |
| 2.        | «Now or Never»     | Johannes Oerding (2019) |          |  |
| 3.        | «Beautiful»        |                         |          |  |
| 4.        | «Still Loving You» | Scorpions (1984)        |          |  |
| 5.        | «Monsoon»          | Tokio Hotel (2007)      |          |  |
| 6.        | «Born to Live»     |                         |          |  |
| 7.        | «Cello»            |                         |          |  |
| 8.        | «Just You»         |                         |          |  |
| 9.        | «Symphony»         |                         |          |  |
| 10.       | «Supergirl»        | Reamonn (2000)          | 4:03     |  |
| 11.       | «Forever Young»    | Alphaville (1984)       |          |  |
| 12.       | «An Angel»         |                         |          |  |

## Recepción
En abril de 2023, el sitio web de cultura popular del Reino Unido, Culturefix, señaló que: "Ciertamente es un concepto único para un álbum y es probable que muchas de las pistas se sientan originales y frescas para los oyentes fuera de Alemania".

## Historial de lanzamiento
| Región | Fecha                    | Formato                             | Ediciones | Sello         |
| ------ | ------------------------ | ----------------------------------- | --------- | ------------- |
| Varios | 22 de septiembre de 2023 | CD, descarga digital, LP, streaming | Estándar  | Stars by Edel |